# استان یاماناشی

نقشهٔ استان یاماناشی.

استان یاماناشی (به ژاپنی: 山梨県 Yamanashi) یکی از استانهای هونشوی ژاپن است که به دریا راه ندارد. مساحت آن ۴٬۴۶۵٬۳۷ کیلومتر مربع می‌باشد. مرکز این استان شهر کوفو (甲府市) نام دارد. ابریشم و میوه صادرات مهم این استان هستند. محصول عمدهٔ کشاورزی این استان انگور، هلو و گیلاس است.

## کوه‌های استان
- کوه فوجی
- کوه کیتاداکه
- کوه کائی کوماگاتاکه
- کوه یاتسوگاتاکه
- کوه کایاگاتاکه
- کوه مینوبو
- کوه کینبو
- کوه کوبوشیگاتاکه
- کوه دائیبوساتسورئی

## نگارخانه

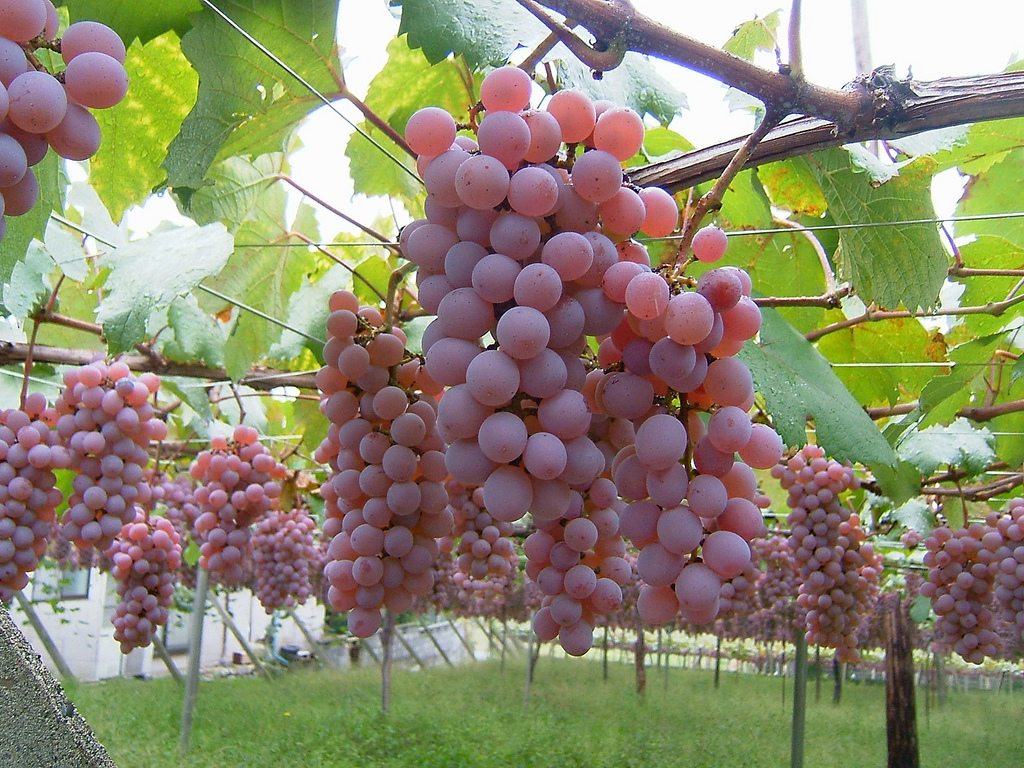
مزارع انگور استان یاماناشی.
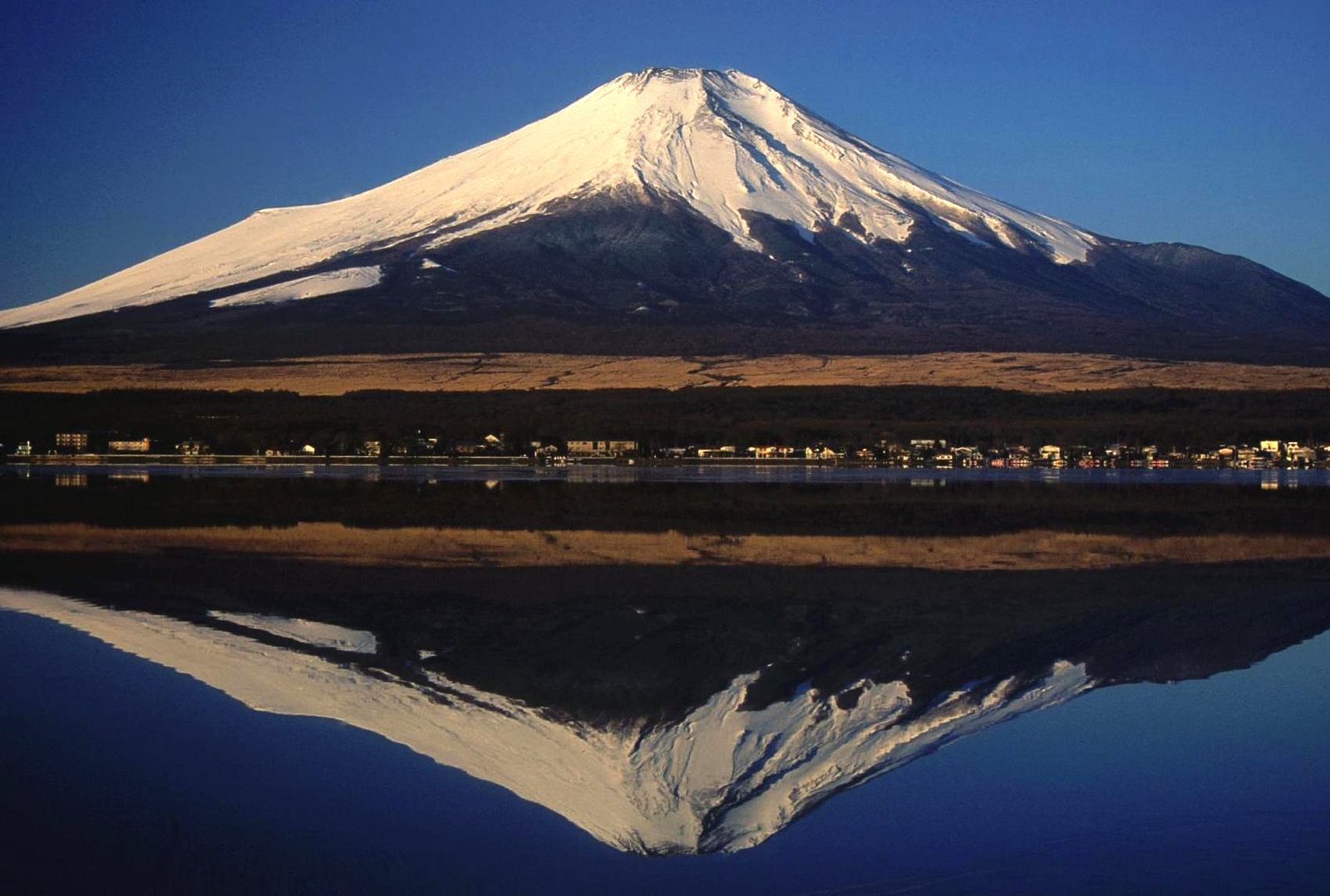
کوه فوجی از نقطهٔ دید پنج دریاچه واقع در استان یاماناشی.